# 알렉산드루 수보로브
알렉산드루 수보로브(루마니아어: Alexandru Suvorov, 1987년 2월 2일 ~ )는 몰도바의 축구선수이다. 현재 디비지아 나치오날러에 소속되어 있는 팀인 FC 스픈툴 게오르게에서 뛰고 있으며, 포지션은 미드필더이다.